# Coleodactylus meridionalis
Coleodactylus meridionalis é uma espécie de lagarto do gênero Coleodactylus, conhecida popularmente como Lagartixa do Mediterrâneo. É distribuído por vários estados do Brasil como, Sergipe, Alagoas, Bahia, Ceará, Goiás, Maranhão, Mato Grosso, Mato Grosso do Sul, Pará, Paraíba, Pernambuco e Piauí.

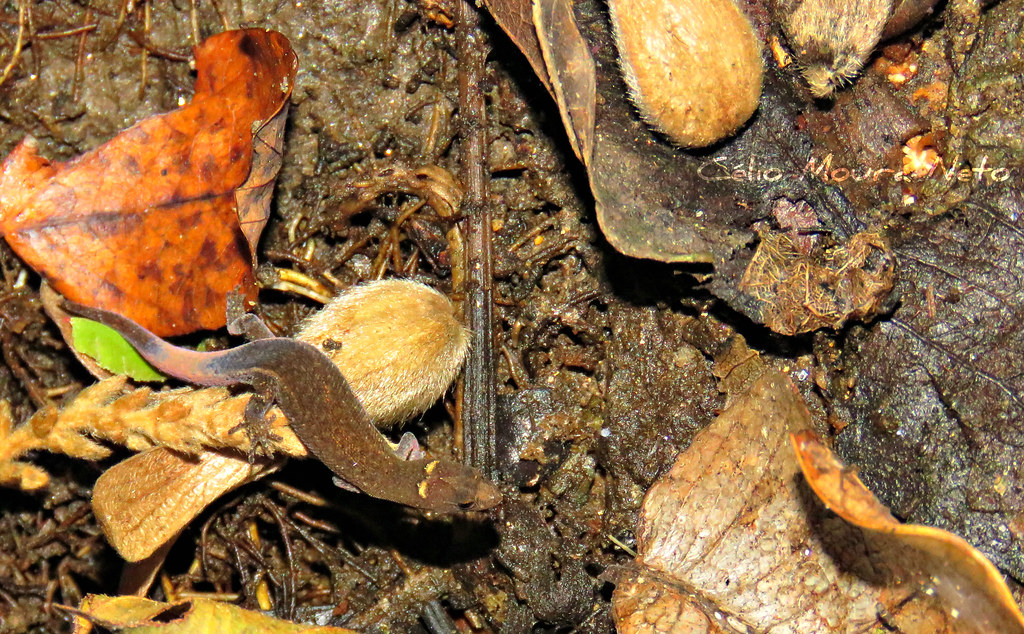
Coleodactylus meridionalis - Imagem: "Pequeno notável" de Célio Moura Neto é licenciado com CC BY-NC-SA 2.0. Para ver uma cópia desta licença, visite

| Coleodactylus | Coleodactylus     |
| --- | ----------------- |
| |                   |
| Classificação científica |                   |
| \| Reino: \| Animalia \| \| Filo: \| Chordata \| \| Classe: \| Reptilia \| \| Ordem: \| Squamata \| \| Subordem: \| Lacertilia \| \| Família: \| Sphaerodactylidae \| \| Género: \| Coleodactylus \| |                   |
| Espécie Coleodactylus meridionalis |                   |
| Reino: | Animalia          |
| Filo: | Chordata          |
| Classe: | Reptilia          |
| Ordem: | Squamata          |
| Subordem: | Lacertilia        |
| Família: | Sphaerodactylidae |
| Género: | Coleodactylus     |

## Características
É um réptil escamado (apresenta escamas no corpo, hemipênis e perda da barra temporal inferior), amniota (aqueles que possuem âmnio envolvendo o embrião, o âmnio é responsável por formar o saco amniótico), ectodérmico (que não conseguem manter a temperatura de seus corpos, precisam de fatores externos).
Com habito diurno, de pequeno porte, que habitam o folhiço de mata e em solo arenoso. Possue corpo cilíndrico com membros e cauda curtos, tem preferência por ambientes úmidos. Apresenta ausência de lamelas adesivas nos dígitos, pele granular, escamas pequenas e olhos grandes com pupila redonda. O estojo é composto de cinco escamas em uma conformação assimétrica. Escamas ventrais e dorsais lisas, sendo as ventrais maiores que as dorsais. Poros pré-anais e femurais ausentes. Rostral grande, dorsalmente deprimida. Membros e cauda curta tendo um comprimento total do corpo entre 2486-4749 mm e comprimento da cauda de 10-248 mm.

## Habitat
É encontrado em biomas de floresta e savana como o cerrado e a caatinga.

## Estado de conservação
Classificado como Menos preocupante pelo IUCN